# Agnetz (Oise)
Agnetz település Franciaországban, Oise megyében. Lakosainak száma 3060 fő (2022. január 1.). Agnetz Airion, Ansacq, Clermont, Étouy, Fitz-James, Neuilly-sous-Clermont és La Neuville-en-Hez községekkel határos.

## Népesség
A település népességének változása:
| Lakosok száma | 2987 | 3073 | 3208 | 3050 | 3047 | 3044 | 3054 | 3055 | 3060 |
|               | 2013 | 2015 | 2016 | 2017 | 2018 | 2019 | 2020 | 2021 | 2022 |